# Brahmánka
Brahmánka je velká, silná a výrazně zmasilá slepice, které se chová především jako plemeno s masnou užitkovostí.

## Popis
Pro brahmánky je typické mohutné, široké a vysoko nesené tělo. Hřeben je malý, hráškovitý, třířadý a bez trnu, mezi jemnými krčními laloky je dobře vyvinutý krční záhyb. Jsou nápadné bohatým, měkkým peřím a opeřenými běháky.
Je to především masné plemeno s klidnou povahou. Jsou kvokavé, roční průměrná snáška činí 120-140 vajec se žlutohnědou škořápkou o hmotnosti minimálně 53 g.

## Původ plemene
Brahmánka byla vyšlechtěna v okolí řeky Brahmaputra v Indii. Prošlechtěny byly v USA.

## Chov bráhmanek
Brahmánka je otužilá, nenáročná slepice, která může být celoročně venku. Jsou klidné a přítulné a vyžadují přiměřeně velký výběh, ale péče o jejich bujné opeření vyžaduje určitou pozornost.

## Brahmánka v českých zoo
Brahmánky jsou také chované v některých českých zoologických zahradách:
- ZOO Vyškov[1]